# Ilha Yujny

A Ilha Yujny (Ilha Meridional), na Nova Zembla.

A Ilha de Yujny  (em russo: Южный Oстров, romanizado: Yuzhniy ostrov, lit. 'ilha do sul') é uma ilha do arquipélago de Nova Zembla, situada ao norte da Rússia continental. Ela é separada da Ilha Severny pelo Estreito de Matochkin Shar, que fica coberto de gelo a maior parte do ano e tem entre 2 a 3 km de largura. A mesma também é separada da Ilha Vaigach pelo Estreito de Kara que tem cerca de 50 km de largura. Administrativamente, faz parte da região de Arcangel, na Rússia. A área da ilha é de 33.275 km², tornando-a a terceira maior ilha da Rússia, depois de Sacalina e da Ilha Severny e que a coloca como uma das maiores ilhas do mundo.  No oeste fica a Ilha do Ganso e o Mar de Barents, ao norte, o Oceano Ártico, a leste, o Mar de Kara, e ao sul, o Mar de Pechora. O clima é rigoroso, com temperaturas no inverno variando entre -16 a -22°C, enquanto no verão ficam entre 2 a 7 °C. A região é frequentemente coberta por nuvens e sujidades a ventos intensos. Nas áreas das ilhas que não estão cobertas por gelo, a vegetação predominante é de tundra rasteira e muitos pântanos, embora em alguns vales protegidos seja possível encontrar arbustos baixos.  O ponto mais alto é o Monte Pervousvidennaya (1291 m). 
1. ↑  «Novaya Zemlya | Arctic, Wildlife & Nature | Britannica». www.britannica.com (em inglês). Consultado em 24 de fevereiro de 2025
2. ↑  «§ 6. Разграфка и номенклатура топографических карт ссср». StudFiles (em russo). Consultado em 24 de fevereiro de 2025